# How You Sell Soul to a Soulless People Who Sold Their Soul?
How You Sell Soul to a Soulless People Who Sold Their Soul? – dziesiąty studyjny album hip-hopowej grupy Public Enemy wydany 7 sierpnia 2007. Za muzykę na krążku w całości odpowiada Gary G-Wiz, który współpracował z zespołem już wiele razy, po raz pierwszy na albumie Apocalypse 91… The Enemy Strikes Black.

## Lista utworów
Opracowano na podstawie źródła.
1. "How You Sell Soul to a Soulless People Who Sold Their Soul"
2. "Black is Back"
3. "Harder Than You Think"
4. "Between Hard and a Rock Place"
5. "Sex, Drugs & Violence" (gościnnie KRS-One)
6. "Amerikan Gangster" (gościnnie E. Infinite)
7. "Can You Hear Me Now"
8. "Head Wide Shut"
9. "Flavor Man"
10. "The Enemy Battle Hymn of the Public"
11. "Escapism"
12. "Frankenstar"
13. "Col-Leepin"
14. "Radiation of a RADIOTVMOVIE Nation"
15. "See Something, Say Something"
16. "Long and Whining Road"
17. "Bridge of Pain"
18. "Eve of Destruction"
19. "How You Sell Soul (Time is God Refrain)"